# Cambarellus chihuahuae
El langostino de río de Ojo de Carbonera (Cambarellus chihuahuae), también conocido como acocil enano de Ojo de Carbonera (Ojo de Carbonera por la localidad tipo), es una especie de pequeño cangrejo de río de la familia Cambaridae. La especie fue descrita por primera vez por Horton H. Hobbs Jr. habiendo sido descrita en 1980, con distribución endémica del estado mexicano de Chihuahua. Es un langostino pequeño, el holotipo de la especie midió 12.3 mm, rara vez usada para el comercio.
En 2010, la Unión Internacional para la Conservación de la Naturaleza reportó la especie extinta.

## Distribución
Su distribución se limitaba a un grupo de cinco manantiales en el sector Ojo de Carbonera, en el límite entre el ejido Rancho Nuevo y el ejido Villa Ahumada y Anexos, al norte de la comunidad de Villa Ahumada. Compartía este hábitat con las especies coendémicas Cyprinodon fontinalis y Cyprinella bocagrande, también en peligro de extinción.
La localidad de Ojo Solo fue un manantial de agua clara y poco profunda, de 10 centímetros (3,9 plg) de profundidad y hasta 2,5 metros (8,2 pies) de ancho, que fluye a un ritmo moderado sobre un sustrato de arena y grava, con vegetación escasa que consiste en algas filamentosas y pasto sumergido. No existe un hábitat adecuado alrededor del manantial, ya que la región desértica donde se encuentra, entre la cuenca de la Laguna de Guzmán y Bolsón de Los Muertos, es muy árida. La vegetación consta principalmente de xerófilas, herbáceas y arbustos esporádicos. Desde 2014 Pronatura Noreste ha mantenido un nuevo hábitat de refugio a nivel del manantial Ojo Caliente donde se ha trasladado la especie para promover su supervivencia.

## Conservación
Investigaciones periódicas son llevadas a cabo en el sitio del ejido para monitorear a las citadas tres especies en peligro de extinción. En un reporte efectuado en 2009, se encontró que la mayoría de los manantiales estaban secos, y que el único con agua no contenía cangrejos de río, por lo que la UICN declaró a Cambarellus chihuahuae como extinto en 2010. La especie cayó en extinción cuando el manantial se agotó donde el agua subterránea fue sobreexplotada, desecando la mayoría o la totalidad de los manantiales del sector, incluyendo donde se encontraba esta especie. Actualizaciones recientes de su estado de conservación le colocan como especie en peligro crítico de extinción.: 75 
En 2012, durante un estudio no relacionado sobre peces Cyprinodon fontinalis, co-endémico de C. chihuahuae, documentó la presencia de C. chihuahuae en el sector Ojo Solo. Se reportaron abundantes especímenes de varias etapas de vida asociados principalmente con sedimentos alrededor de la vegetación superficial y sumergida de los manantiales, desagüe y charcas. Cambarellus chihuahuae se reportó en abundantes números durante todo el período de los estudios de monitoreo repetidos desde febrero de 2014 hasta abril de 2015.